# Oman na Letnich Igrzyskach Olimpijskich 2004
Oman na Letnich Igrzyskach Olimpijskich 2004 reprezentowało dwóch sportowców.

## Skład kadry

### Lekkoatletyka

#### Konkurencje biegowe

##### Mężczyźni
| Zawodnik                   | Konkurencja   | Eliminacje | Eliminacje | Ćwierćfinały | Ćwierćfinały | Półfinały | Półfinały | Finał | Finał   | Źródło |
| Zawodnik                   | Konkurencja   | Czas       | Pozycja    | Czas         | Pozycja      | Czas      | Pozycja   | Czas  | Pozycja | Źródło |
| -------------------------- | ------------- | ---------- | ---------- | ------------ | ------------ | --------- | --------- | ----- | ------- | ------ |
| Hamoud Abdallah Al Dalhami | Bieg na 200 m | 21.82      | 7.         | NQ           | NQ           | NQ        | NQ        | NQ    | NQ      | [ 1 ]  |

### Strzelectwo

#### Mężczyźni
| Zawodnik        | Konkurencja   | Eliminacje | Eliminacje | Final  | Final   | Źródło |
| Zawodnik        | Konkurencja   | Punkty     | Pozycja    | Punkty | Pozycja | Źródło |
| --------------- | ------------- | ---------- | ---------- | ------ | ------- | ------ |
| Saleem Al Nasri | Podwójny trap | 125        | 21.        | NQ     | NQ      | [ 2 ]  |